# Miguel Livichich
Miguel Livichich (17 de marzo de 1947, Montevideo - 1 de marzo de 2013, idem.) fue un escritor, cantautor y compositor uruguayo de música popular. Es reconocido por ser uno de los fundadores de grupo musical "El Sindykato".

## Biografía

### Comienzos artísticos
Los inicios de su actividad artística se remontan a la década de 1960 integrando grupos de rock como "Los Breakers", posteriormente denominado "Los Sobrinos del Tío Tom" con quienes viaja a Buenos Aires a probar suerte como era habitual en los grupos musicales de esos años. El grupo, formado en 1966 estuvo integrado por Livichich en guitarra, Marcelo Torena en bajo, Oscar Rial en batería, Hugo Senhhauser en voz y Carlos "Cabeza" Avelino en guitarra.
Su interés en interpretar canciones propias en castellano se contraponen a la corriente en auge en ese momento y el grupo se disuelve en 1968. Livichich se gana la vida componiendo a pedido y vendiendo sus creaciones a representantes de artistas. Entre los artistas que interpretaron su obra, se encuentra Dino Ramos quien compró la mayor parte de su producción.
Posteriormente se relaciona con Oscar Anderle, por intermedio de quien conoce a Sandro, con quien trabaja durante un año. Graba junto a la banda "Revolución 10" para CBS, con quien tenía un contrato. El mismo culmina luego de la filmación del largometraje "Quiero llenarme de ti" lanzado en 1969.

### El Sindykato
De regreso en Uruguay funda en 1969 junto a Juan Des Crescenzio, Oscar Rial, Santiago Poggi y Carlos Tizzi la banda El Sindykato. Uno de los primeros temas de la banda en alcanzar popularidad fue "La fuga de la carbonería", con el que ganaron el "Festival Internacional Beat" de Piriápolis. Dicho tema de autoría de Livichich relataba la célebre fuga del Penal de Punta Carretas de 1931 e integró el primer simple de la banda, el cual se editó en 1970. Con El Sindykato editó varios simples y una larga duración para el sello Sondor.

### Miguel y el comité
En 1971 abandona la banda y crea "Miguel y el comité" junto a Washington Pechetto, “Cacho” Bengochea, José María Sanguinetti y Gustavo Luján. La banda se mantiene en actividad hasta el año siguiente actuando en bailes y conciertos por distintos puntos del Uruguay. Su producción discográfica estuvo constituida por una larga duración titulado "Para hacer música, para hacer..." y algunos simples.

### CantaClaro
Luego de la disolución de Miguel y el comité, funda junto a su antiguo compañero de El Sindykato, Juan Des Crescenzio, el grupo CantaClaro. El mismo también estuvo integrado por Luis Michelle, Walter García, Marne Mallo y Ruben di Martino. La banda estuvo activa entre 1973 y 1974 y editaron un simple para el sello Sondor.

### Regreso a los escenarios
Luego de casi 30 años de estar alejado de los escenarios, Livichich regresa en el año 2001 con el lanzamiento de su disco "Capicúa".  
Fallece el 1 de marzo de 2013

## Discografía

### Con El Sindykato
- La fuga de la carbonería / Tu nombre y la calle (simple. Sondor 50.115. 1970)
- Graf-Spee / Los pañuelos (simple. Sondor 50.123. 1970)
- El Sindykato (Sondor, 33112. Diciembre de 1970)
- Para hacer música, para hacer / Montevideo, no puedo estar más aquí (simple. Sondor 50.155. 1971)

### Con Miguel y el comité
- Hiroshima / No va más (simple. Sondor 50175. 1971)
- Para hacer música, para hacer (Sondor 33123. 1971)
- Junto al mar / Mala, mala (simple. Sondor 50196. 1972)

### Con CantaClaro
- Pedro Tierrajena / Pidele (simple. Sondor 50242. 1973)

### Como Solista
- Capicúa (Barca Records. 2001)
- Música del barrio (independiente. AGADU 3069-2. 2004)